# Aeolis Mensae

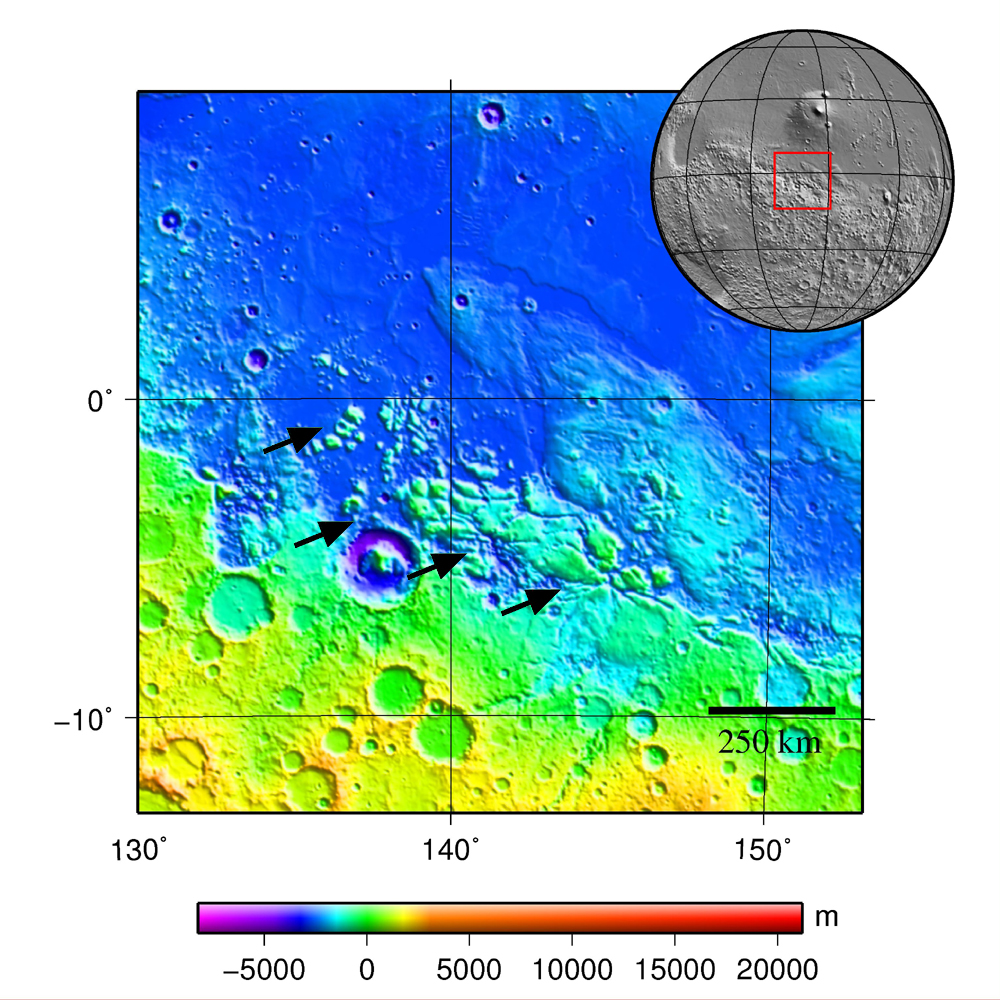
Aeolis Mensae.

Aeolis Mensae est un ensemble de reliefs de la planète Mars situé dans le quadrangle d'Aeolis, entre Elysium Planitia et Terra Cimmeria, à proximité du cratère Gale. S'étendant sur 820 km environ, il est centré par 2,9° S et 140,4° E, sur la frontière géologique de la dichotomie crustale martienne, dans le prolongement de Nepenthes Mensae.

## Géologie
Cette région particulière présente des formations d'origine à la fois tectonique et éolienne, notamment des yardangs. L'intense érosion éolienne a également sculpté des reliefs inversés, correspondant par exemple à un cours d'eau apparaissant en surplomb des terrains environnants lorsque ces derniers, plus meubles, ont été érodés plus facilement que le lit, durci par cimentation.
Deux structures situées un peu plus à l'est, Aeolis Planum et Zephyria Planum, semblent prolonger la formation de Medusae Fossae. Cette zone est particulièrement riche en arêtes sinueuses d'origine hydrologique témoignant de l'existence de pluies significatives sur Mars jusqu'au milieu de l'Amazonien, c'est-à-dire il y a un peu moins de deux milliards d'années.

## Galerie

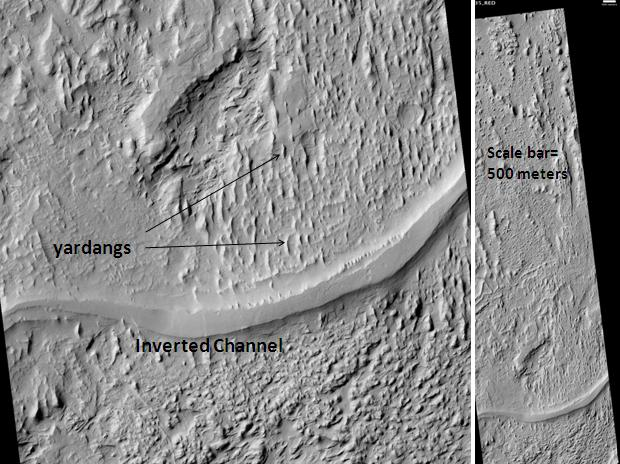
Vallée fluviale en relief inversé et yardangs par 6,3° S et 151,1° E, vus le 11 septembre 2008 par l'instrument HiRISE de MRO.

### Articles liés
- Géologie de la planète Mars
- Échelle des temps géologiques martiens